# Nathaniel Rateliff
Nathaniel David Rateliff (Saint Louis, 7 ottobre 1978) è un cantautore statunitense, le cui influenze sono descritte come rhythm & blues folk, americana e vintage.
Rateliff ha attirato l'attenzione con Nathaniel Rateliff & the Night Sweats, la ricca combo R&B che ha formato nel 2013. Ha anche pubblicato due album da solista e un album sotto il nome di Nathaniel Rateliff and the Wheel.

## Storia
Rateliff è nato a St. Louis, nel Missouri, il 7 ottobre 1978. È cresciuto nelle zone rurali del Missouri, imparando a suonare la batteria all'età di sette anni e unendosi alla banda evangelica della sua famiglia. Quando Rateliff aveva 13 anni, suo padre morì in un incidente d'auto. Di conseguenza, ha imparato da autodidatta la chitarra e ha iniziato a scrivere le sue canzoni. A diciotto anni, Rateliff si trasferì a Denver per lavoro missionario. A seguito di perplessità sulla vita nella chiesa, tornò nel Missouri dove lavorò in una fabbrica di materie plastiche a Hermann. Alcuni mesi dopo tornò a Denver e iniziò a lavorare prima come carpentiere, poi in un deposito di camion dove rimase per 10 anni prima di diventare giardiniere.

### 2002–2008: Born in the Flood
Nel 2002, Rateliff ha fondato Born in the Flood, guadagnando rapidamente un grande seguito a Denver e dirigendo festival locali come la Westword Music Showcase . Nel febbraio 2007, i Born in the Flood pubblicarono il loro primo album "If This Thing Should Spill". Nonostante il crescente successo con Born in the Flood, Rateliff rifiutò un'offerta della Roadrunner Records e iniziò un lavoro da solista, suonando con il suo nome o con "Nathaniel Rateliff and the Wheel" .

### 2007–2014: Nathaniel Rateliff and the Wheel
Nel 2007, mentre si esibiva ancora con Born in the Flood, Rateliff iniziò a registrare ed eseguire contenuti più personali e cupi sia da solo che con il compagno di band BitF e il collaboratore a vita Joseph Pope III (basso / chitarra / vibrazioni / organo / armonica). Il progetto si è ampliato con altre esibizioni dal vivo, aggiungendo Julie Davis (basso / voce verticale), Carrie Beeder (organo / violino), James Han (tastiere) e Ben Desoto (batteria / flauto). Poco dopo la rottura di Born in the Flood, Rateliff pubblicò Desire and Dissolving Men su Public Service Records. Nathaniel Rateliff ha quindi pubblicato In Memory of Loss negli Stati Uniti su Rounder Records nel maggio 2010, e poi nel Regno Unito con Decca nel marzo 2011. In Memory of Loss è stato registrato con il produttore Brian Deck ( Iron & Wine ). Il 17 settembre 2013, Rateliff ha pubblicato  Falling Faster Than You Can Run su Mod y Vi Records. Lo stesso giorno parte per un tour con The Lumineers e il Dr. Dog, a sostegno dell'album.

### 2013-oggi: Nathaniel Rateliff & the Night Sweats
A partire dal 2013, mentre si esibiva e registrava con precedenti progetti solisti e di gruppo, Rateliff ha intrapreso un suono più allegro e pieno di sentimento con il collaboratore di lunga data Joseph Pope III e altri collaboratori negli spettacoli di Denver e Boulder. Il 24 giugno 2015 è stata annunciata l'uscita omonima di Nathaniel Rateliff &amp; the Night Sweats tramite Stax Records con il singolo principale " SOB ". The Night Sweats includono Joseph Pope III (basso), Mark Shusterman (tastiere) e Patrick Meese (batteria). Altri membri della band includono Luke Mossman (chitarra), Wesley Watkins (tromba) e Andy Wild (sassofono).  Secondo il Los Angeles Times, si trattava di "un album realizzato da Rateliff come ultimo tentativo prima di buttare la spugna nella sua carriera musicale, per poi vederlo diventare virale e trasformarsi in un successo".
Nel novembre 2016, ha pubblicato l'EP a 8 tracce A Little More From. . . Nathaniel Rateliff & the Night Sweats hanno pubblicato un nuovo album intitolato Tearing at the Seams il 9 marzo 2018.  Dopo aver trascorso una settimana a registrare 18 canzoni con la sua band, Rateliff non si accontentò e decise di tornare in studio per cinque giorni con la sezione ritmica della sua band e altri tre giorni con la sezione dei fiati, producendo da sette a otto nuove canzoni che riteneva fossero "appropriate", il tempo giusto e il giusto umore ”. La band ha condiviso il singolo principale del disco "You Worry Me". Prodotto da Richard Swift e offerto nelle edizioni standard a 12 tracce e deluxe a 14 tracce, la band si riunì a Rodeo, nel New Mexico per le sessioni iniziali di scrittura e registrazione per l'album.
Nel febbraio 2018, "You Worry Me", il singolo principale dei Tearing at the Seams, il loro secondo album in studio, ha raggiunto il numero uno nelle classifiche di Adult Alternative Songs . In seguito sarebbe arrivato tra i primi 10 nella classifica dei brani alternativi a giugno 2018. Tearing at the Seams è stato pubblicato il 9 marzo 2018. L'album ha debuttato al numero 11 della Billboard 200 per la settimana del 24 marzo 2018 e ha debuttato sulla classifica degli album alternativi al numero 5.
Nel novembre 2019, Nathaniel Rateliff ha annunciato un tour da solista per supportare un nuovo album tramite Stax Records. L'8 gennaio 2020, Nathaniel ha annunciato And Its Still Alright, il suo primo album da solista che stato pubblicato il 14 febbraio tramite la Stax Records.
Dopo un tour negli Stati Uniti, ci sarà un tour di tre settimane nell'Europa occidentale a partire dalla terza settimana di aprile 2020, comprendente capitali come Parigi e Berlino e concentrandosi su diverse location di concerti irlandesi e britannici

## Riconoscimenti
Rateliff ha sviluppato un seguito dedicato all'interno della comunità musicale di Denver. Il New York Times lo ha soprannominato un eroe folk-pop locale di Denver. Spin  ha elogiato la sua voce "massiccia, seducente".
Questa ondata di consensi ha portato all'apertura di un tour solista per The Fray, che ha portato il suo lavoro all'attenzione del pubblico nazionale e internazionale. Rateliff è apparso nella serie televisiva di musica a tarda notte Più tardi ... con Jools Holland alla BBC nel 2011. Rateliff ha anche condiviso il palco con artisti come Bon Iver, Mason Jennings, Iron & Wine, Ben Howard, Michael Kiwanuka, The Low Anthem, Mumford & Sons, Laura Marling e Rosanne Cash, tra gli altri, tra cui The Lumineers in Denver per i dibattiti sulle elezioni presidenziali degli Stati Uniti, 2012 . Il 5 agosto 2015, Nathaniel Rateliff e The Night Sweats hanno fatto il loro debutto televisivo a tarda notte in The Tonight Show con Jimmy Fallon . La band ha suonato al festival Wayhome dell'Ontario e ad Austin City Limits nel 2016.

## Discografia

### Album

#### Album in studio
- 2007 - Desire and Dissolving Men  (come The Wheel)
- 2020 - In Memory of Loss
- 2019 - Falling Faster Thank You Can Run
- 2020 - And it's still alright

#### Album dal vivo
- Live at Red Rocks (come Nathaniel Rateliff & The Night Sweats)

### EP
- Shroud EP
- Closer EP
- A little something more from ... (come Nathaniel Rateliff & The Night Sweats)

### Singoli
- You Should've Seen the Other Guy
- S.O.B.
- Look It Here
- I Need Never Get Old
- Wasting Time
- Out on the Weekend
- You Worry Me
- A Little Honey
- Coolin' Out  (featuring Lucius)
- Hey Mama
- Say It Loude
- And It's Still Alright

### Video musicali
Solo
- "Still Trying" (2014)
- "And It's Still Alright" (2020)
- "What A Drag" (2020)

come Nathaniel Rateliff e The Night Sweats
- "Look It Here" (2015)
- "Howling at Nothing" (2015)
- "Howling at Nothing" (Director's Cut) (2015)
- "SOB" (2015)
- "I Need Never Get Old" (2016)
- "Wasting Time" (2016)
- "A Little Honey" (2018)